# Every One of Us
Every One of Us es un álbum de estudio de la banda de rock The Animals, publicado en 1968 por MGM Records.
Muchos conocedores del rock, clasifican al sencillo "Year of the Guru" como la primera canción del género "rap rock".

## Lista de canciones
1. "White Houses" (4:43)
2. "Uppers and Downers" (0:24)
3. "Serenade to a Sweet Lady" (John Weider) (6:17)
4. "The Immigrant Lad" (6:15)
5. "Year of the Guru" (5:25)
6. "St. James Infirmary" (arreglos por Eric Burdon) (4:15)
7. "New York 1963-America 1968" (Eric Burdon, Zoot Money) (19:00)

## Créditos
- Eric Burdon - voz
- Vic Briggs - guitarra, piano
- John Weider - guitarra, violín
- Danny McCulloch - bajo
- Barry Jenkins - batería
- Zoot Money (acreditado como George Bruno) - órgano Hammond, voz, piano